# Coupe de Noël (Genève)
Pour les articles homonymes, voir Coupe de Noël.
Ne doit pas être confondu avec Traversée de Genève à la nage.
La Coupe de Noël de Genève est une compétition populaire annuelle de nage en eau libre, créée en 1934. Organisée par le Genève Natation 1885, elle a lieu en décembre dans le lac Léman.

## Déroulement

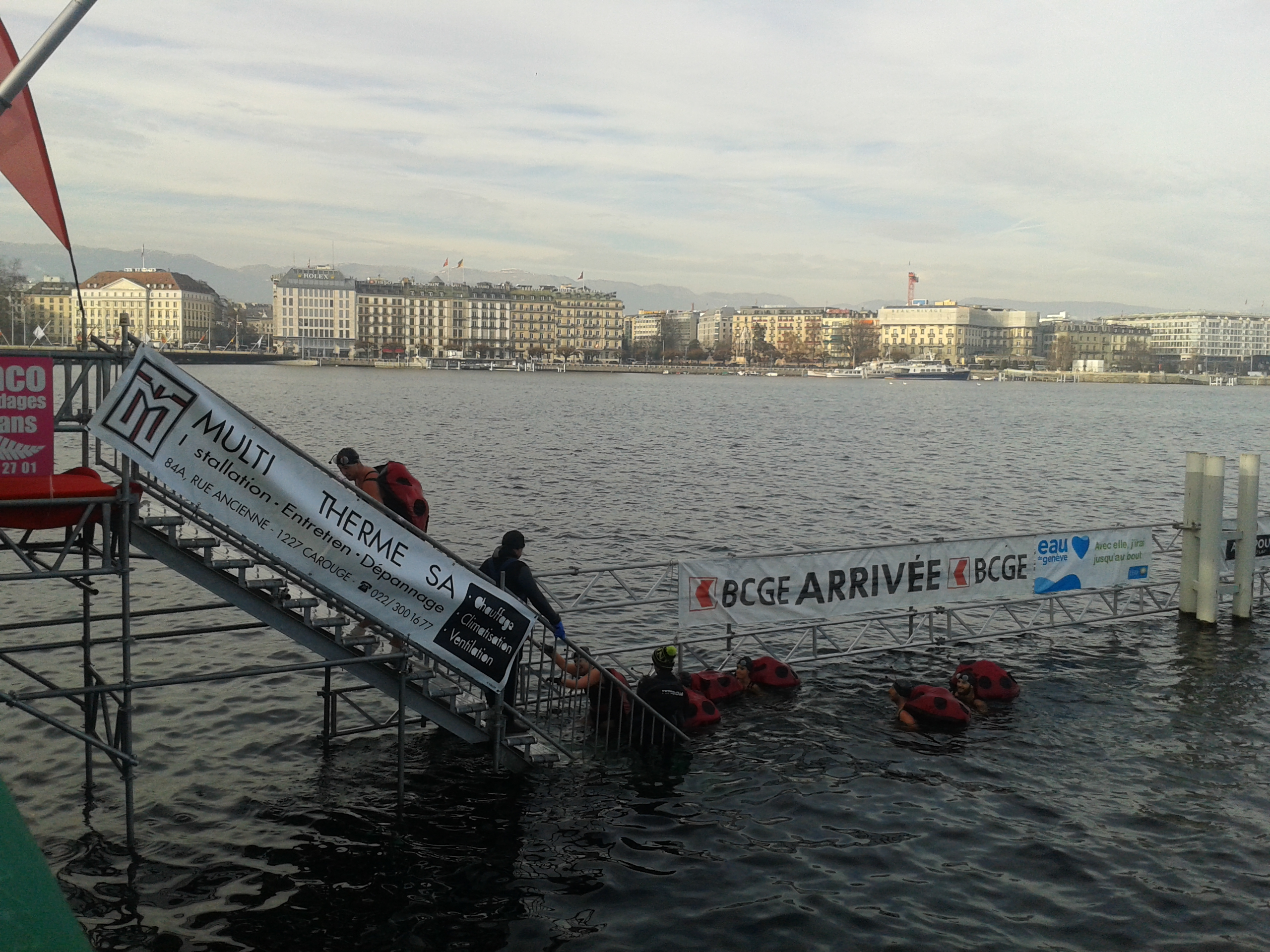
Arrivée de la Coupe de Noël, 22 décembre 2015

La course se tient chaque année, le samedi et le dimanche du dernier week-end avant Noël et se déroule en plein-air, dans le lac Léman. Les participants doivent, par groupe de 25, parcourir la distance de 100 mètres dans une eau avoisinant les 6 °C, sans combinaison, ni palmes, ni gants. Chaque groupe plonge à l'eau toutes les 4 minutes. Elle fut créée en 1934 par le biscuitier René Doria. L'événement est considéré comme une manifestation sportive de nage en eau-vive de catégorie winter-swimming. (température de l'eau sous 10°). Elle pourrait également être reconnue dans la catégorie ice-swimming. (température de l'eau sous 5°). Tout au long de son histoire, la température de l'eau pointait entre 2° pour l'édition la plus froide en 1945 et 9° pour la plus "chaude" en 2014. La manifestation est considérée comme "dangereuse" par les autorités locales. Un concept sanitaire est élaboré chaque année et de nombreux acteurs de la sécurité surveillent jusqu'à maximum 50 nageurs dans l'eau en même temps. Les abandons sont courants mais très peu nombreux. Les organisateurs n'ont jamais signalé d'accident grave à ce jour. (2020)
La Coupe de Noël de Genève, Suisse est l'un des plus grands événements de winter-swimming au monde. Chaque 5 ans et depuis 2018, les organisateurs proposent une longue distance d'environ 500 mètres entre le jet d'eau de Genève et le Jardin Anglais sur la rive gauche de la Rade de Genève. Cette course spéciale se nomme la "Givrée du Jet d'Eau". Pour sa première édition (en 2018), ils étaient 80 participants à cette longue distance. L'événement fêtait son 80ème anniversaire. La prochaine "Givrée du Jet d'Eau" est prévue en 2023 pour la 85ème édition.
Lors de la première édition en 1934, neuf nageurs étaient présents.
En 2019, pour la 81e édition, ils étaient 2555. Les nageurs et nageuses peuvent s'inscrire en catégorie humoristique ou en catégories compétition chronométrées avec Prize Money. Environ 3/4 des participants sont déguisés et 1/4 se battent contre le chrono. Les écoliers des écoles supérieures du canton de Genève sont chaque année très nombreux pour nager cette Coupe de Noël. (plus de 300 jeunes de 17/18 ans) Certains collèges notent les étudiants car c'est une option sportive complémentaire officielle. (le Collège Calvin et le collège de Candolle). Il faut avoir au minimum 15 ans pour participer à l'événement. En 2019, le nageur le plus âgé avait 86 ans et a parcouru la distance en un peu moins de 7 minutes. Le nageur le plus rapide a gagné les 100 mètres en nageant sous la minute. Les vestiaires se situent à bord du bateau d'époque "Le Genève". Après l'exploit, les participants peuvent se réchauffer dans un jacuzzi suédois géant chauffé au feu de bois pouvant accueillir environ 160 nageurs dans une eau entre 33 et 38°.

## Nota bene
La Coupe de Noël de Genève est la dernière encore existante des manifestations aquatiques inspirées, dans différentes villes françaises et européennes, par le succès populaire de la Coupe de Noël de Paris. Créée en 1906 et disparue en 1940, elle consistait en une course traversant la Seine à la nage chaque 25 décembre.